# ローラン・ジロー
ローラン・ジロー（仏: Roland Giraud , 1942年2月14日 - ）は、フランスの俳優。

## 生い立ち・キャリア
1942年、モロッコ王国ラバトにて生を受ける。

俳優を志し、1960年代からパリで活動をはじめる。映画にエキストラ出演する傍ら、舞台ではコリューシュの一座に参加し「カフェ・ド・ラ・ガール」のステージへ出演。その後、マルタン・ラモット、フィリップ・ブリュノー、ジェラール・ランヴァンらで構成された一座に参加するなど、場数を踏む。

1974年、ミシェル・オディアール監督の映画『Bons baisers... à lundi』にて本格的に映画俳優としてのキャリアをスタートさせ、1977年にはコリューシュが監督・脚本をつとめる映画『Vous n'aurez pas l'Alsace et la Lorraine』のほか、1979年『レ・ブロンゼ/スキーに行く』や1983年『Papy fait de la résistance』等の映画にて重要な役で出演機会が増えていく。

そして1985年、コリーヌ・セロー監督の映画『赤ちゃんに乾杯!』で、育児に振り回される独身トリオの一人・ピエール役で人気を不動のものとする。その後もコメディ映画を中心に数々の映画等に出演し、1988年にはピエール・モンディ演出の『La Présidente』で舞台業への復帰も果たし、その後1990年代以降も数々の舞台で成功をおさめた。

## 私生活
1966年に女優のマイケ・ヤンセンと結婚し、1968年には一人娘・ジェラルディーヌ・ジローが誕生した。

ジェラルディーヌは両親と同じく俳優としてのキャリアを歩んでいくが、2004年、ジャズ歌手のカティア・レルヴィエとともに失踪後、他殺体で発見された。享年36歳であった。これは犯人として逮捕・起訴された男の名を由来としたジャン＝ピエール・トレーバー事件として、フランス国内を騒然とさせた。

## フィルモグラフィー

### 映画
- La Grosse Caisse（フランス語版）（1965年、監督：アレックス・ジョッフェ（フランス語版））
- ファントマ ミサイル作戦（1966年、監督：アンドレ・ユヌベル（フランス語版））
- Bons baisers... à lundi（フランス語版）（1974年、監督：ミシェル・オディアール（フランス語版））
- Vous n'aurez pas l'Alsace et la Lorraine（フランス語版）（1977年、監督：コリューシュ）
- Le beaujolais nouveau est arrivé（フランス語版）（1978年、監督：ジャン＝リュック・ヴルフォフ（フランス語版））
- Vas-y maman（フランス語版）（1978年、監督：ニコル・ド・ビュロン（フランス語版））
- Les héros n'ont pas froid aux oreilles（フランス語版）（1978年、監督：チャールズ・ネメシュ（フランス語版））
- Le Pion（フランス語版）（1978年、監督：クリスチャン・ジオン（フランス語版））
- Et la tendresse ? Bordel !（フランス語版）（1979年、監督：パトリック・シュルマン（フランス語版））
- レ・ブロンゼ/スキーに行く（フランス語版）（1979年、監督：パトリス・ルコント）
- Clara et les Chics Types（フランス語版）（1981年、監督：ジャック・モネ（フランス語版））
- Le roi des cons（フランス語版）（1981年、監督：クロード・コンフォルテ（フランス語版））
- 学校の先生（1981年、監督：クロード・ベリ）
- Une affaire d'hommes（フランス語版）（1981年、監督：ニコラ・リボウスキ（フランス語版））
- Elle voit des nains partout !（フランス語版）（1982年、監督：ジャン＝クロード・セッフェルト（フランス語版））
- Attention, une femme peut en cacher une autre !（フランス語版）（1983年、監督：ジョルジュ・ロートネル）
- Papy fait de la résistance（フランス語版）（1983年、監督：fr）
- Signes extérieurs de richesse（フランス語版）（1983年、監督：ジャック・モネ）
- Vive les femmes !（フランス語版）（1984年、監督：クロード・コンフォルテ）
- À nous les garçons（フランス語版）（1985年、監督：ミシェル・ラング（フランス語版））
- Tranches de vie（フランス語版）（1985年、監督：フランソワ・ルテリエ（フランス語版））
- Liberté, Égalité, Choucroute（フランス語版）（1985年、監督：ジャン・ヤンヌ）
- 赤ちゃんに乾杯!（1985年、監督：コリーヌ・セロー）
- Paulette, la pauvre petite milliardaire（フランス語版）（1986年、監督：クロード・コンフォルテ）
- Vaudeville（フランス語版）（1986年、監督：ジャン・マルブフ（フランス語版））
- Le Complexe du kangourou（フランス語版）（1986年、監督：ピエール・ジョリヴェ（フランス語版））
- Twist again à Moscou（フランス語版）（1986年、監督：ジャン=マリー・ポワレ）
- La Vie dissolue de Gérard Floque（フランス語版）（1986年、監督：ジョルジュ・ロートネル）
- 野獣の街/刑事クロス（フランス語版）（1987年、監督：フィリップ・セトボン（フランス語版））
- リトル・プレイガール（フランス語版）（1987年、監督：ダニエル・ドゥブルー（フランス語版））
- Tant qu'il y aura des femmes（フランス語版）（1987年、監督：ディディエ・カミンカ（フランス語版））
- クロス・マイ・ハート（フランス語版）（1987年、監督：ジャック・モネ）
- Corentin ou les Infortunes conjugales（フランス語版）（1988年、監督：ジャン・マルブフ）
- Sans peur et sans reproche（フランス語版）（1988年、監督：ジェラール・ジュニョ（フランス語版））
- Les cigognes n'en font qu'à leur tête（フランス語版）（1989年、監督：ディディエ・カミンカ）
- Périgord noir（フランス語版）（1989年、監督：ニコラ・リボウスキ）
- L'Invité surprise（フランス語版）（1989年、監督：ジョルジュ・ロートネル）
- ミスターフロスト（フランス語版）（1990年、監督：フィリップ・セトボン）
- Le Provincial（フランス語版）（1990年、監督：クリスチャン・ジオン）
- Les Secrets professionnels du docteur Apfelglück（フランス語版）（1991年、監督：アレッサンドロ・カポネ（フランス語版）、ステファン・クラヴィーア（フランス語版）、エルベ・パリュ（フランス語版）、マティアス・レドゥ（フランス語版）、ティエリー・レルミット）
- Simple Mortel（フランス語版）（1991年、監督：ピエール・ジョリヴェ）
- Sup de fric（フランス語版）（1992年、監督：クリスチャン・ジオン）
- La Chambre 108（フランス語版）（1992年、監督：ダニエル・ムースマン（フランス語版））
- Je t'aime quand même（フランス語版）（1994年、監督：ニナ・コンパネーズ）
- Quatre Garçons pleins d'avenir（フランス語版）（1997年、監督：ジャン＝ポール・リリアンフェルド（フランス語版））
- Bon Plan（フランス語版）（2000年、監督：ジェローム・レヴィ）
- 赤ちゃんに乾杯! 18年後（2003年、監督：コリーヌ・セロー）
- De l'autre côté du lit（フランス語版）（2008年、監督：パスカル・プザドゥー（フランス語版））
- L'Italien（フランス語版）（2010年、監督：オリヴィエ・バルー（フランス語版））
- Beur sur la ville（フランス語版）（2011年、監督：ジャメル・ベンサラー（フランス語版））
- La Cage dorée（フランス語版）（2013年、監督：ルーベン・アルヴェ（フランス語版））
- La Deuxième Étoile（フランス語版）（2017年、監督：リュシアン・ジャン・バティスト（フランス語版））
- Les Vieux Fourneaux（フランス語版）（2018年、監督：クリストフ・デュトロン（フランス語版））